# Pachysylvia
Pachysylvia är ett fågelsläkte i familjen vireor inom ordningen tättingar. Släktet omfattar fem arter med utbredning i Latinamerika från östra Mexiko till norra Bolivia:
- Kortstjärtad vireo (P. decurtata)
- Amazonvireo (P. hypoxantha)
- Grånackad vireo (P. muscicapina)
- Guldpannad vireo (P. aurantiifrons)
- Brunnackad vireo (P. semibrunnea)

Släktet inkluderades länge i Hylophilus. Studier visar dock att de inte är varandras närmaste släktingar. Vissa inkluderar även guldvireon (V. hypochryseus) i Pachysylvia.